# Manfreda guerrerensis
El  amole de Guerrero (Manfreda  guerrerensis) es una planta sin tallo, similar a un agave, pero herbácea y mediana. Su raíz es cilíndrica con los remanentes basales de las hojas. Sus hojas miden de 18 a 28 cm de largo por hasta 3 de ancho, alargadas, coriáceas. Es endémica de México y del Estado de Guerrero. Habita en climas secos, en altitudes e 1250 metros sobre el nivel del mar en bosques de encino. Se encuentra bajo amenaza por destrucción de hábitat debida a desmonte, incendios y otras actividades. En las normas oficiales mexicanas se le considera en el estatus de Pr=Sujeta a protección especial.